# Megaselia grandantennata
Megaselia grandantennata är en tvåvingeart som beskrevs av Rudolf Beyer 1966. Megaselia grandantennata ingår i släktet Megaselia och familjen puckelflugor. Inga underarter finns listade i Catalogue of Life.